# 共産主義者同盟叛旗派
共産主義者同盟叛旗派（きょうさんしゅぎしゃどうめい・はんきは）は、第二次共産主義者同盟三多摩地区委員会を母体に1970年6月共産同分派闘争を経て結成された日本の新左翼党派の一つ。通称叛旗派。
系譜として、第一次共産主義者同盟のプロ通派 - SECTNO6 - 中大独立社学同の思想・運動・人脈を持ち、吉本隆明の思想的影響が大きい政治組織である。中心的指導者は、第二次共産同中央委員にして中大OBであった三上治（味岡修）と神津陽（薬師神忠昭）。拠点大学は、中大・青学大・明学大・電通大・農工大などである。青学大では組織建設を重視する青学大全共闘副委員長會泰通らさらぎ派に対し闘争重視の姿勢を打ち出して対立した。中大学園闘争 - 全共闘運動に影響力を持ち、第二次共産同では、赤軍派の革命的高揚期という情勢分析に対し、革命前期から高揚期の過渡期という判断を示し、前段階蜂起の主張には、全共闘・反戦青年委員会の運動の質を市民社会の深部に波及させるべきであり、国家は単なる暴力装置ではなく、共同幻想の産物であり、無化させる運動、階級形成、戦略が必要であるという見解を対置した。
1975年、乾坤社グループが分裂。
1976年12月、叛旗解体政治集会:主催・叛旗派＜解体＞=再生委員会。叛旗派解体を全出席者で合意
1977年2月、解散宣言を発表。

## 関連
- 共産主義者同盟

## 参考
- 高沢皓司他『新左翼二十年史』新泉社
- 「小山健」他『叛旗派・武装闘争小史』叛旗互助会・神津陽事務所